# Ravel Peak
Der Ravel Peak ist ein etwa 1300 m hoher Berg im nördlichen Teil der westantarktischen Alexander-I.-Insel. Er ragt in den Debussy Heights auf. Aus östlicher Blickrichtung zeigt er sich ausgeprägt pyramidenförmig.
Luftaufnahmen der US-amerikanischen Ronne Antarctic Research Expedition (1947–1948) dienten dem britischen Geographen Derek Searle vom Falkland Islands Dependencies Survey im Jahr 1960 für eine Kartierung. Das UK Antarctic Place-Names Committee benannte den Berg 1961 nach dem französischen Komponisten Maurice Ravel (1875–1937).